# مینو ده روسی
مینو ده روسی (ایتالیایی: Mino De Rossi؛ زادهٔ ۲۱ مهٔ ۱۹۳۱ - درگذشته ۷ ژانویهٔ ۲۰۲۲) دوچرخه‌سوار اهل ایتالیا بود.
وی در مسابقات کشوری و بین‌المللی در مجموع برندهٔ ۱ مدال طلا شده‌است.